# خلفية
الخَلَفِيَّة هي طائفة من الخوارج افترقت عن فرقة العجاردة بعد سجن عبد الكريم بن عجرد.

## تاريخ
وهم أصحاب رجل يقال له خلف بن عبد الله كان من جملة الميمونية ثم خالفهم في القدر والمشيئة في القول بالقدر وقال بالإثبات، حيث يزعم الميمونية أن الله فوض الأعمال إلى العباد وجعل لهم الاستطاعة إلى كل ما كلفوا فهم يستطيعون الكفر والإيمان جميعًا وليس لله في أعمال العباد مشيئة وليس أعمال العباد مخلوقة لله فبرئت منه العجردية وسموا الميمونية. فأثبت خلف عموم قدر الله ومشيئته، وتَبِعَه على ذلك خوارج کرمان ومكران. والخلفية لا يرون القتال إلَّا مع إمامٍ منهم، وزعموا كذلك أنَّ أطفال مخالفيهم في النار.